# Ment
Ment (tudi Ment Ljubljana ali MENT) je mednarodni glasbeni showcase ali predstavitveni festival in konferenca, ki poteka vsako leto na več prizoriščih v Ljubljani. Prvič je bil organiziran leta 2015 kot nekakšen naslednik Slovenskega tedna glasbe, podobni festivali po Evropi so denimo še Eurosonic, Waves Vienna in Tallinn Music Week. Je del (in ustanovitveni član) mreže evropskih predstavitvenih festivalov INES (Innovative Network of European Showcases).
Poleg festivalskega dela, v okviru katerega se zvrstijo klubski koncerti domačih in tujih izvajalcev (predvsem iz jugoslovanskih in srednje- ter vzhodnoevropskih držav) različnih žanrov, obsega tudi konferenčni del (okrogle mize, diskusije, delavnice, predstavitve s področja glasbene industrije in kreativnosti), na katerem sodelujejo predvsem tuji delegati (2015 jih je bilo 200, leto pozneje 300). Glavni namen Menta kot showcase festivala sta promocija in lansiranje domačih glasbenih ustvarjalcev v tujini (izvoz in izmenjava glasbenikov) preko mreženja. Obiščejo ga namreč številni tuji menedžerji, bookerji, promotorji ter predstavniki založb, drugih podobnih festivalov in glasbenih organizacij, ki se jim izvajalci predstavijo na domačem terenu pred domačo publiko, in ta tako predstavlja priložnost, da se domači predstavniki glasbene industrije povežejo s tujimi. Enako seveda velja za nastopajoče iz drugih držav. Vsako leto izide kompilacijski album glasbe slovenskih izvajalcev z naslovom Slovenian moMENT 20XX.
Kot platforma Ment podpira in promovira slovenske izvajalce in avtorje v tujini, kar počne v sodelovanju z znamko Music Slovenia in v sklopu različnih evropskih mrež, npr. INES, ESNS Exchange in HEMI. V sodelovanju s Sigicem organizirajo predavanja in delavnice o glasbenem poslu, poimenovane fundaMENT.
Umetniški direktor in vodja festivala je Andraž Kajzer. Prva leta je bil ključno ime organizacijske ekipe tudi Matjaž Manček kot projektni menedžer, ki pa vsaj od devete izvedbe (2023) pri organizaciji ne sodeluje več (sodeloval je vsaj še leta 2020). Festival nastaja v produkciji Kina Šiška, koproducent konferenčnega dela pa je Sigic. 
MENT je prejel dve nagradi EFA (European Festival Awards) za leto 2017: za najboljši manjši (best small) in najboljši klubski festival (best indoor festival). Za najboljši klubski festival je bil ponovno nominiran leta 2019.

## Festival po letih

### 2015–2017
| Leto | Potek    | Prizorišča                                                                               | Domači izvajalci | Tuji izvajalci |
| ---- | -------- | ---------------------------------------------------------------------------------------- | --- | --- |
| 2015 | 4.–6. 2. | Kino Šiška AKC Metelkova mesto Klub K4                                                   | - All Strings Detached - Blaž - Blaz Perus - Boomhauer & Donkeyhorse - DJ Borka - Christian Kroupa - Dojaja - Felis Catus & Softskinson - Herzog - Kleemar - Koala Voice - Levanael - Ludovik Material - Moveknowledgement - New Wave Syria - Nikki Louder - Nitz - Pavemental - ŠKM banda - Vid Vai - Žiga Murko                                                    | - Alice Boman - Anton Maskeliade - Carnival Youth - Dojo - Dorian Concept - Elektro Guzzi - Erotic Market - Foolish Green - FunkinEven - Garbanotas Bosistas - Get Your Gun - Robert Henke (a.k.a Monolake) presents Lumière - Hey Elbow - Jimmy Pé - JoyCut - Kišobran - Lovely Quinces - Manu Delago Handmade - DJ Moodswinger - Sea Change - Sekuoia - Seven Mouldy Figs - Soniamiki - Ti - Vlasta Popić - Without Letters                                                                                                |
| 2016 | 3.−5. 2. | Kino Šiška Stara mestna elektrarna AKC Metelkova mesto Kavarna SEM                       | - Bags - teoP - Belo Smetje - Bowrain - Čao Portorož - Daniel Vezoja - DJ Peglasus & Freeverse - It's Everyone Else - Jardier - Jimmy Barka Experience - Kar Češ Brass Band - Karmakoma - Lifecutter - Nina Bulatovix - Noctiferia – Transnatura live & unplugged - Nova deViator - Prismojeni profesorji bluesa - The Canyon Observer - Werefox - Your Gay Thoughts | - ABOP - Ana Ćurčin - Any Other - Austrian Apparel - Bebe na Vole - Beissoul & Einius - Bernays Propaganda - Cosovel - Field Studies - Fismoll - Heathered Pearls - Leyya - Lord RAJA - Maarja Nuut - makrohang - Miki Solus - Matwe Drappenmadchenfeller - Mustelide - Pridjevi - Punčke - Repetitor - Ropoporose - Sassja - Say Yes Dog - Shigeto - Stray Dogg - Super Besse - Sweet Sweet Moon - The Big Bluff - The Scenes - Yung                                                                                        |
| 2017 | 1.–3. 2. | Kino Šiška AKC Metelkova mesto Stara mestna elektrarna Hostel Celica Pritličje DobraVaga | - .čunfa - 2XP - Blaž - DJ Sunny Sun - Gregabytes - Haiku Garden - jahač plošč BIGor - Jakob Kobal - Kikiriki - Koala Voice - Leni Kravac - Lifecutter - Lynch - Matter - Miha Peterlič - Nova deViator - Olfamoštvo - persons from porlock - Širom - Šuljo - Warrego Valles - КУКЛА                                                                                 | - Apey - Awlnight - Baden-Baden - Birthh - Coals - Crvi - Deerhoof - einarIndra - Erki Pärnoja - Exec - Goto80 - Gustave Tiger - Heymoonshaker - His Clancyness - Holographic Human Element - Mieux - Nils Gröndahl - Oligarkh - Please the Trees - Raketkanon - Sara Renar - Sauropod - Seine - Sotei - Spasibo / СПАСИБО - Stergin - Straight Mickey and the Boyz - Teielte - Telemama - The Homesick - The Ills - The Jack Wood - The Sweet Release of Death - TOMM¥ €A$H - Uffalo Steez - White Miles - White Wine - Žen |

### 2018
Datum: 31. januar–2. februar
Prizorišča: Kino Šiška, AKC Metelkova mesto, Orto bar, Stara mestna elektrarna, Hostel Celica, Slovenska kinoteka, Klub K4, DobraVaga, Slovenski etnografski muzej, Galerija Kapelica
Domači izvajalci
- Borka
- Čunfa
- Darla Smoking
- Elvis Jackson
- FFX ()
- FLO
- Futurski
- Kali Fat Dub ()
- Katja Šulc
- Kikimore
- Kukushai
- Lara
- Lavka
- Levanael
- Mrfy
- Natriletno kolobarjenje s praho
- Neomi
- Nesesari Kakalulu
- Soter Amun
- Whynnel
- YGT live!
- Zala Kralj

Tuji izvajalci
- 5K HD
- Alexei Borisov z Ireno Z. Tomažin in Jako Bergerjem
- Algiers
- Antropoloops
- Avoid Dave
- Blue Crime
- Chui
- Cojones
- Dogs in Kavala
- Dorit Chrysler
- Eric Shoves Them in His Pockets
- Farveblind
- Fran Palermo
- Freakin' Disco
- Glintshake/ГШ
- Hater
- High5
- Hypochristmutreefuzz
- Igralom
- Karpov Not Kasparov
- Kate NV
- Koloah
- Lucidvox
- M.O.R.T.
- Maniucha i Ksawery
- Manon Meurt
- Mart Avi
- Mary Anne Hobbs
- Mavi Phoenix
- Mother's Cake
- Niemoc
- Nive and the Deer Children
- Pashmak
- Richard Cejer
- Sequoyah Tiger
- Sheep Got Waxed
- Shht
- Shortparis
- Svemirko
- The Guru Guru
- Threesome
- Tolstoys
- Trad.Attack!
- Úlfur Úlfur
- Vakula
- Wandl
- We Bless This Mess
- Weed & Dolphins
- Young Fathers

### 2019
Datum: 30. januar–1. februar
Prizorišča: Kino Šiška, AKC Metelkova mesto, Orto bar, Stara mestna elektrarna, Ljubljanski grad (novo), Hostel Celica, Slovenska kinoteka, Klub K4
Domači izvajalci
- 7AM
- Katalena
- NOAIR
- balans
- JUNEsHELEN
- Kontradikshn
- The Canyon Observer
- Warrego Valles
- Zala Kralj & Gašper Šantl
- КУКЛА
- cl_tr
- Haiku Garden
- Kali Fat Dub ()
- Krilc
- magmalaska
- Mistakes
- Mart
- Samuel Blues & Miha Erič
- Skeletonium
- Staša
- TizTiz
- drone emoji

Tuji izvajalci
- Iceage
- Peter Kernel
- Porto Morto
- Lewsberg
- It It Anita
- Celeste
- Charlie & The Lesbians
- Squid
- Shishi
- Ptakh_Jung
- Turisti
- Vizelj
- Zabelov Group
- Bee Bee Sea
- Mohama Saz
- ÄTNA
- Aiming for Enrike
- Jeanne Added
- Surma
- Schmieds Puls
- Sir Croissant
- A.Fruit
- Bad Zu
- Bitipatibi
- Camilla Sparksss
- Hatti Vatti
- Isama Zing
- JANKA
- KLΞIИ.
- Mickey
- Papaver Cousins
- Raumskaya
- Rendez-Vous
- Saburov
- Sevdaliza
- Slumberland
- Summer of Haze
- Tents
- Timid Kooky
- Tús Nua
- Acute Dose
- Ana Avramov
- Batu
- Blu Samu
- Dj. flugvél og geimskip
- Dimitrije Dimitrijević
- Jerobeam Fenderson & Hansi3D
- Malihini
- Lawrence Le Doux
- ManMachine
- Núria Graham
- rosemary loves a blackberry
- SNEERS.
- Yegor Zabelov[4]

### 2020
Datum: 5.–7. februar
Prizorišča: Kino Šiška, AKC Metelkova mesto, Gala hala, Channel Zero, Klub Gromka, Menza pri koritu, Hostel Celica, Stara mestna elektrarna – Elektro Ljubljana, Orto bar, Ljubljanski grad, Slovenska kinoteka, Klub K4, DobraVaga, ploščarna Big Nose, dvorana Dijaškega doma Tabor
Domači izvajalci
- 7AM
- All Strings Detached
- BEAM TEAM
- Body Says No
- Borka
- Čao Portorož
- Damir Avdić (/)
- Demolition Group
- Douchean
- Dulash Der DJ
- FUTURSKI
- gl.ysten
- II/III
- iT / Another Crying Game
- It's Everyone Else
- Jakob Kobal & His Imaginary Friends
- JUNKER
- Lara
- Lavka
- Malidah
- Nulla
- Pantaloons
- Pijammies
- Rush to Relax (/)
- Shekuza
- Terranigma live
- Wckd Nation
- Wild Strings Trio (//)
- Zvezdana Novaković - ZveN

Tuji izvajalci
- 52 Hertz Whale
- Alicia Edelweiss
- Amorante
- Anger
- Balkan Taksim
- Bernhard Eder
- Black Country, New Road
- Blu Samu
- Bolt Ruin
- Bratři
- Buč Kesidi
- Cheap House
- Dakh Daughters
- das bisschen Totschlag
- Decibelles
- Dekmantel Soundsystem
- DJ Brka
- Dry Cleaning
- Ermilova
- Eugenia Post Meridiem
- Evija Vēbere
- Funk Shui
- FVLCRVM
- Gnoomes
- Inturist
- Kamaal Williams
- Katarzia & Isama_zing
- Klinika Denisa Kataneca
- Lalalar
- Los Bitchos
- Maja Pa
- Market
- Molchat Doma
- My Ugly Clementine
- Naked
- Neighbours Burning Neighbours
- Nemanja
- Never Sol
- Odd ID
- Ottone Pesante
- People Club
- Peter Piek
- Petrol Girls
- Šajzerbiterlemon
- Scúru Fitchádu
- ŠećeЯ
- Skinny Pelembe
- Slift
- Solo Ansamblis
- / ШТАДТ
- Sturle Dagsland
- The Qualitons
- Trupa Trupa
- Wooden Whales
- xDZVØNx
- Zicer Inc.

### 2021
Datum: 3.–11. junij
Prizorišča: Kino Šiška, Švicarija, atrij Mestnega muzeja
Domači izvajalci
- Ana Kravanja & Samo Kutin
- Etceteral
- freekind.
- Hauptman
- In the Attic
- Insan
- Iztok Koren
- Lelee

- Miroki'i
- Lenart De Bock
- Nice Trick
- Nikson
- Nitz
- Not Exactly Lost
- rouge-ah

- SBO
- Tsujigiri
- Vazz
- YNGFirefly
- Žena
- 1983
- Gašper Letonja

Tuji izvajalci
- 72-Hour Post Fight
- Amelie Siba
- Farce
- Ginevra Nervi
- Immortal Onion
- Ivan Grobenski
- Laser Bros
- Sharktank
- Trokut
- z++
- Toyota Vangelis

### 2022
Datum: 8.–10. junij
Prizorišča: Kino Šiška, AKC Metelkova mesto, Gala hala, Channel Zero, Klub Gromka, Menza pri koritu, Cankarjev dom, Klub K4, Orto bar, Stara mestna elektrarna, Zorica, DobraVaga (+ M Hotel, Računalniški muzej, SIGIC in Mestni muzej za konferenčni del)
Del programa sta kurirala avstrijski festival Elevate in domači festival Druga godba, pri organizaciji mednarodnega sejmišča glasbenih založnikov pa so se povezali s festivalom Tresk.
Domači izvajalci
- .travnik
- Ana Kravanja & Samo Kutin
- AUTO
- balans
- Dovč-Krmac
- dvidevat
- Fraw Blanka
- Fujita Pinnacle
- Gabi98
- Gašper Letonja
- It's Everyone Else
- Iztok Koren
- Katcha
- Kokosy
- Liara T'soni (vizualna umetnica)
- Lip Rouge
- Niko Novak
- Not Exactly Lost
- Oskar Longyka – καλός (Mladi raziskovalci V.)
- Popotnik
- PTČ
- Rok Zalokar
- Sahareya
- Siderean
- Spiral Mind
- Warhorse
- Zevin

Tuji izvajalci
- 21 vek
- Alyona Alyona
- Awo Ojiji
- Bryan's Magic Tears
- C.O.R.N.!
- Cid Rim
- Das bisschen Totschlag
- Дeva
- DJ Fitz
- Dorian Concept
- Echoes of Zoo
- Équipe de Foot
- Farce
- Fingers of God
- Franjazzco
- Gazorpazorp
- Global Charming
- God and Eve
- HEISA
- HRTL
- HYPERSTITION DUO
- JacqNoise
- Jazzbois
- Jrpjej
- KOIKOI
- KUUNATIC
- Lenhart Tapes
- LNDFK
- Martha Skye Murphy
- Mika Oki
- Monikaze
- Nemeček
- Oklou
- Olgica
- Omni Selassi
- Pitaj klince
- Planet Opal
- Polldarier
- Qlowski
- QuinzeQuinze
- SIKSA
- Sinks
- Sitzpinker
- Sky H1 & Mika Oki (A/V Show)
- Svetlost + Odron Ritual Orchestra
- Svoje
- Titus Probst
- Toyota Vangelis
- TUKAN
- Ursula Sereghy
- Uschi Ultra
- Vera Vice
- Yves Tumor
- Zimbru

### 2023
Datum: 29.–31. marec
Prizorišča: Kino Šiška, AKC Metelkova mesto – Gala hala, Channel Zero, Klub Gromka, Menza pri koritu –, Stara mestna elektrarna, Cukrarna, dvorana Dijaškega doma Tabor, Zorica, Klub K4
- Po dveh junijskih izvedbah (v s korono zaznamovanih letih 2021 in 2022) je festival potekal spomladi (predtem je potekal konec januarja in začetek februarja).
- Novost devete izvedbe je bila, da je festival gostil svoj prvi fokus. V fokusu so bile baltske države.[5]
- SONICA & SHAPE+ Stage: oder, posvečen sodobni izvenserijski in avanturistični elektronski glasbi iz Vzhodne Evrope, ki je bil kuriran v sodelovanju z ljubljanskim festivalom elektronske in eksperimentalne glasbe ter zvočne umetnosti SONICA in evropsko kreativno platformo SHAPE+

Domači izvajalci
- 3:rma
- Alleged Witches
- Astrid
- birds of unknown
- DUF (Jaka Berger – Brgs) feat. VJ5237
- DVS
- Etceteral
- GMB+jesusonecstasy: Nexus AV (SONICA & SHAPE+ Stage)
- Gugutke
- Kačis
- Lelee
- Luka Matić (Mladi raziskovalci VI.; projekt Prenoma)
- Luka Prinčič
- Miha Gantar Trio
- morvern
- Moska
- Moveknowledgement
- Raketa
- RotorMotor
- Stagnat
- Svojat
- X.U.L

Tuji izvajalci
- Ajukaja & Mart Avi
- Aze
- Bad Daughter
- Bel Tempo
- boebeck
- Bojana Vunturišević
- Capibara
- DayKoda
- Dina Jashari & Drugari
- DJ ORY
- DLKTek
- Dzipsii
- Eliza Legzdina
- Elizabete Balčus
- Floex Ensemble
- Fran Vasilić
- Global Charming
- iamyank
- Jausmė
- Just Mustard
- Katarina Gryvul (SONICA & SHAPE+ Stage)
- Kenji Araki
- Klotljudi
- Kurs Valüt
- La Femme
- LAU
- LAZZARETTO
- Lednicka
- litl itali
- Lufthansa
- manna
- Max Wainwright
- Nesen
- NIVVA
- O.
- Óperentzia
- Perestroika
- Planeta Polar
- Plié
- proto tip
- Puuluup
- PVA
- Ranjevš & Obasz
- Sam Handwich
- Superkoloritas
- The Psychotic Monks
- Tittingur
- Toss
- Toupaz
- UCHE YARA
- Unschooling
- Wojciech Rusin (SONICA & SHAPE+ Stage)
- Wu-Lu
- Zahir
- Zouj

### 2024
Datum: 21.–24. februar
Prizorišča (glasbena): Kino Šiška, Klub K4, Zorica, Stara mestna elektrarna, AKC Metelkova mesto (Channel Zero, Gala hala, Klub Gromka, Menza pri koritu), Orto bar, Ljubljanski grad
Specialke (posebni odri/programi):
| Val 202                                                                 | Moonlee                                                     | Dirty Skunks                                          | Hali Gali                                                                              | Liveurope                                                                                     | CE/MENT (elektronska glasba) |
| ----------------------------------------------------------------------- | ----------------------------------------------------------- | ----------------------------------------------------- | -------------------------------------------------------------------------------------- | --------------------------------------------------------------------------------------------- | --- |
| - Carson Coma - Dora Tomori - ELIS NOA - Martha Da'ro - Masayah - Regen | - Analena - KOIKOI (Hali Gali) - Nikki Louder - Seine - ŽEN | - Agabas - Hei'An - Hexis - Kamra - The Devil's Trade | - Andria - Cactus Fields - KOIKOI - NADYA - Stevie Whisper - Ubili su batlera - Vizelj | - ECHT! - Hyphen Dash - Iva Lorens - KiKi - Nejc Pipp - New Fossils - oh alien - Porcelain id | - Akaj - Babilonska - Black Dot - Blawan Live - Douchean - Eliaz - jadzia - KRI Records presented by Schrauff & Lavka - Lottie - Marie Pravda - Marka San - msn gf - Shekuza - Strahinja Arbutina - u.r.trax - VJ BubblesFractals x VJ 5237 - YUKU presented by oolongbru |

Domači izvajalci
- Akaj
- Analena ()
- Black Dot ()
- consule
- Dora Tomori
- Douchean
- Eliaz
- Hei'An
- Kamra
- Kavasutra
- KiKi
- Krajnčan Brothers
- KRI Records presented by Schrauff & Lavka
- Lim Smrad in Žila
- Lottie
- Marka San
- Masayah
- Masaž
- MRFY
- msn gf
- Muzikačaka
- Nejc Pipp
- Neuromancer
- Nikki Louder
- Oholo!
- Regen
- Shekuza
- SunnySun
- VJ BubblesFractals x VJ 5237

Tuji izvajalci
- Ada Oda
- Agabas
- Ana Lua Caiano
- Andria
- Artificialice
- Avalanche Kaito
- Babilonska
- Baby's Berserk
- Belvoir
- Berlin Manson
- BEX
- Blawan Live
- Cactus Fields
- Carson Coma
- comfort
- Daniela Pes
- ECHT!
- ëgg
- ELIS NOA
- Fotbal
- Hex Girlfriend
- Hexis
- Hyphen Dash
- Irnini Mons
- Iva Lorens
- jadzia
- Joshua Idehen
- Kara Delik
- Kitty Florentine
- Kodiki
- KOIKOI
- Leatherette
- Los Bitchos
- Lucy Kruger & The Lost Boys
- Marie Pravda
- Martha Da'ro
- Mižerija
- NADYA
- nand
- New Fossils
- oh alien
- Oliver Torr & Axonbody present AXONTORR
- Personal Trainer
- Porcelain id
- Pruillip
- Rafiki
- Seine
- Shallov
- Stevie Whisper
- Strahinja Arbutina
- The Devil's Trade
- The Wire Soundsystem
- Ubili su batlera
- u.r.trax
- UTO
- Vagina Corporation
- Vizelj
- YUKU presented by oolongbru
- ŽEN

### 2025
Datum: 12.–15. februar
Prizorišča: Kino Šiška / AKC Metelkova mesto: Gala hala, Channel Zero, Klub Gromka, Menza pri koritu / Stara mestna elektrarna / Ljubljanski grad / Orto bar / Dobravaga
| Clockwork Voltage                                                                                              | Liveurope oder | Soul Feeder @ MENT                                                              |
| --- | --- | ------------------------------------------------------------------------------- |
| - beepblip - DUF - Lowlander - Nalax Temus - nobena - two round robins - Kandela Solver (VJ) - patches.av (VJ) | - bnnyhunna - Lukas Oscar - Luka Rajić - Tschimy - Đoko - Franek Warzywa & Młody Budda - IDEM - Karolina Beranova - SMILE | - BoLs/sLoB - DJ GHEPARD - t0ni - TUNA DISPLAY - Warrego Valles (gostji večera) |

Domači izvajalci
- 08080
- auto
- beepblip
- BibliBan
- Đoko
- DUF
- Ingver in Gverilke
- Jaša Bužinel
- Kandela Solver
- Lowlander
- Maša
- Mladi raziskovalci VIII.: Anja Kralj: es-/sún-thesis
- Moving as a Giant
- Nalax Temus
- nastynancy
- nobena
- Nulla
- Obscur
- patches.av ()
- Širom
- Trio Katastrofa ()
- Tschimy
- two round robins
- Vollmaier
- Warrego Valles
- Zhlehtet
- Zvèn
- ZveN: Čaralice

Tuji izvajalci
- 2K88
- Ão
- Balkalar
- Bnnyhunna
- BoLs/sLoB
- Catherine Graindorge
- Decolonize Your Mind Society
- DJ GHEPARD
- Djrum
- Duo Ruut
- eat-girls
- Ebbb
- Florence Sinclair
- Franek Warzywa & Młody Budda
- Gilles Peterson
- IDEM
- Jessica Kert
- Kanalizacija
- Karolina Beranova
- Kosmonauci
- Lakiko
- Lander & Adriaan
- Lankum
- Laplander
- Laundromat Chicks
- Laura Agnusdei
- Luka Rajić
- Lukas Oscar
- makrohang
- Neon Lies
- Neven
- Nevena Jeremic
- Opium Hum pres.: Chronoextasy a/v (feat. Tasya)
- SALÒ
- Sinem
- SMILE
- Special Request
- Still House Plants
- Susobrino
- t0ni
- Tadi
- Texoprint
- The Allegorist
- Timothée Quost
- Tramhaus
- TUNA DISPLAY
- Ugly
- Use Knife
- Vojdi
- We Hate You Please Die
- Woomb
- Xarakiri
- Yalla Miku
- Zaffer 9
- Σtella

## INES#talent
Kot del mreže INES Ment sodeluje pri programu INES#talent (INES#talenti), ki poteka od leta 2018. Festivali, vključeni v mrežo INES, vsako leto nominirajo obetavne, za izvoz primerne izvajalce z domače scene, ki s tem postanejo del t. i. INES#talent poola (bazena talentov), kar pomeni, da imajo več možnosti za nastop na teh festivalih, saj ti pri bookiranju izvajalcev iz tujine veliko zajemajo iz tega nabora. Od slovenskih izvajalcev so bili za INES#talente izbrani:
| 2018 | 2019 | 2020 | 2021                               |
| --- | --- | --- | ---------------------------------- |
| - Bowrain - Darla Smoking - FUTURSKI - Haiku Garden - It's Everyone Else - Koala Voice - Kukushai - Matter - Neomi - Nesesari Kakalulu | - Blaž - čunfa - Leni Kravac - Lynch - MRFY - Natriletno kolobarjenje s praho - NoAir - Werefox - Zala Kralj & Gašper Šantl - КУКЛА | - 7AM - balans - Body Says No - Jakob Kobal - Karmakoma - Kontradikshn - Pantaloons - Shekuza - Warrego Valles - Wckd Nation | - Etceteral - In the Attic - Lelee |